# Durand-vonal

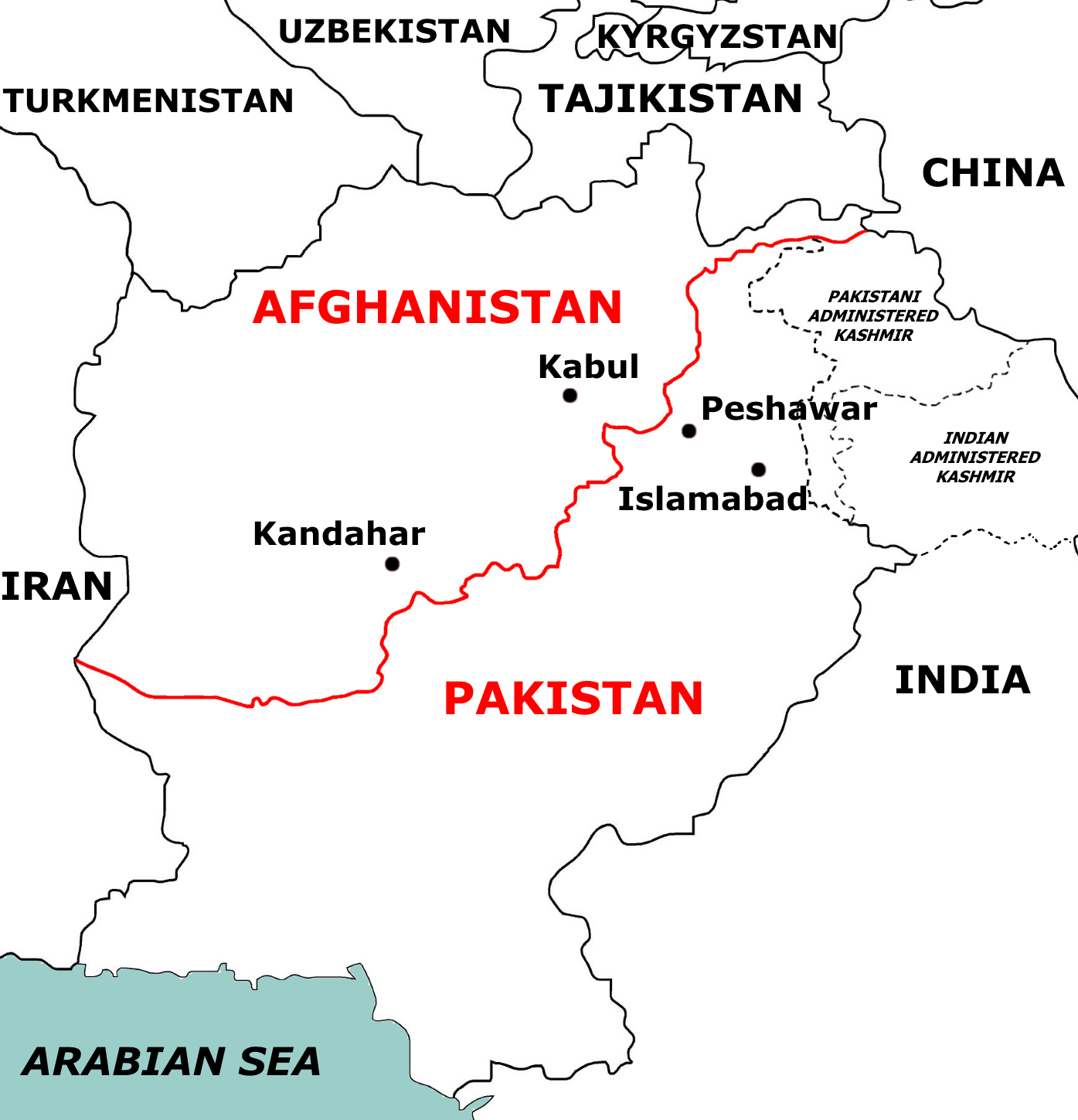
A Durand-vonal vörössel van jelölve Afganisztán és Pakisztán között

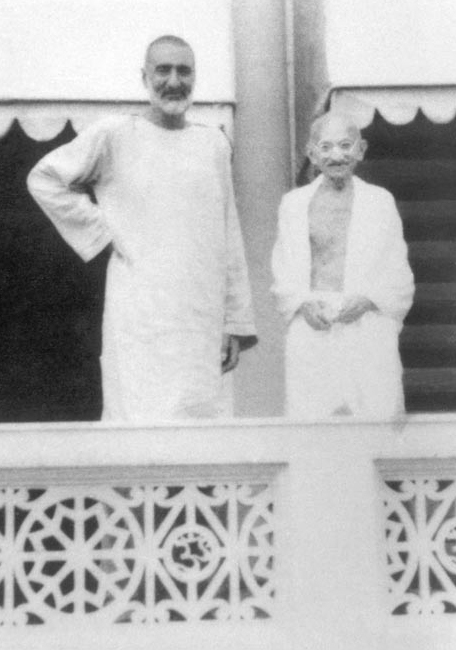
Abdul Ghaffar Khán és Mohandász Karamcsand Gandhi

A Durand-vonal az Afganisztán és Pakisztán közötti, nagyjából 2640 km hosszú határ. A határvonalat 1893-ban a brit gyarmati kormányzat és az afgán Abdur Rahman Khan egyezménye állapította meg, amelyben mindkét fél megpróbálta saját befolyási övezetét meghatározni. Nevét Henry Mortimer Durandról, Brit India akkori külügyminiszteréről kapta. Az egyoldalas, hét rövid cikkelyt tartalmazó egyezményt H. M. Durand és Amir Abdur Rahman Khan írta alá. Értelmében egyik fél sem próbál befolyást szerezni Afganisztán és az akkori Brit India (jelenleg Pakisztán) határán túl. 1894-től a britek és az afgánok közös demarkációs földmérést végeztek, amely mintegy 1300 kilométernyi határszakaszra terjedt ki.
Az így kialakított Durand-vonal pufferzónát hozott létre a britek és az oroszok között. Ez a meglehetősen gyengén kijelölt határvonal pastu törzsi területeken halad keresztül. Bár a legtöbb térkép Pakisztán nemzetközi határaként tünteti fel, Afganisztán nem ismeri el.